# Middleborough
Middleborough est une ville du Comté de Middlesex dans l'état du Massachusetts.
Elle a été incorporée en 1669.
Sa population était de 24 245 habitants en 2020.